# Protram 405N
Protram 405N (typ nadany przez producenta i używany przez przewoźnika – 405N, inne spotykane oznaczenia typu – 405N-Kr i 405Kr) – prototypowy tramwaj zbudowany w latach 2011–2012 w zakładach Protram we Wrocławiu, specjalnie dla MPK Kraków. Pojazd powstał w wyniku modernizacji trzech wagonów typu 105Na wyprodukowanych w zakładach Konstal Chorzów, które połączono dwoma członami niskopodłogowymi opartymi na przegubach. Wyprodukowano tylko jeden egzemplarz. Ze względu na zmianę polityki przewoźnika zaprzestano modernizacji tego typu i zdecydowano się na zakup nowych tramwajów.

## Historia

### Geneza i produkcja prototypu
W latach 1975–1992 do Krakowa dostarczano tramwaje typu 105N i ich pochodne produkowane w Chorzowskiej Wytwórni Konstrukcji Stalowych Konstal. W szczytowym momencie eksploatowanych było ponad 400 sztuk tych pojazdów. W 1999 MPK Kraków rozpoczęło zmiany taborowe mające na celu sprostanie współczesnym trendom i dostosowanie komunikacji tramwajowej do potrzeb wszystkich podróżnych, w tym osób starszych i z niepełnosprawnościami. W 2011 poszukiwano zamiennika dla składów złożonych z trzech wagonów typu 105Na stosowanych na najbardziej obciążonych trasach. 13 lipca 2011, ze względu na brak możliwości zakupu nowego tramwaju tej klasy, ogłoszono przetarg na wykonanie tramwaju typu 405N-Kr, który byłby modernizacją trzech pojazdów 105Na. W postępowaniu swe oferty złożyły zakłady Modertrans Poznań oraz Protram, który ostatecznie wygrał konkurs. Początkowo planowano, że tramwaj wyjedzie na krakowskie tory do końca 2011, ale ostatecznie miało to miejsce 20 kwietnia 2012.

### Upadek projektu
Po wyborze wykonawcy istniały plany, że w przypadku pozytywnych opinii o pojeździe większość krakowskich wagonów typu 105Na zostanie zmodernizowana w ten sposób. W ramach umowy Protram przekazał przewoźnikowi kompletną dokumentację techniczną pojazdu wraz z autorskimi prawami majątkowymi, świadectwem homologacyjnym i wynikami badań, co miało na celu obniżenie kosztów budowy kolejnych wagonów 405N. Ostatecznie krakowskie MPK poprzestało na jednym egzemplarzu tramwaju tego typu i zdecydowało o zakupie nowych tramwajów o długości ok. 40 m. W lipcu 2014 przedsiębiorstwo zamówiło pojazdy Pesa Krakowiak.

## Konstrukcja

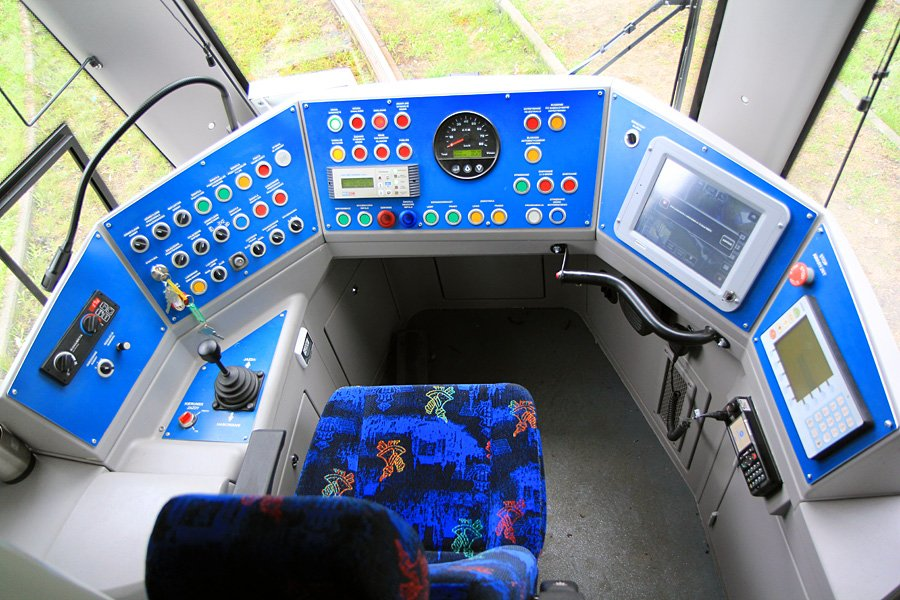
Pulpit motorniczego

Prototypowy tramwaj typu 405N powstał w wyniku przebudowy trzech wagonów typu 105Na o numerach 450, 454 i 456 na tramwaj jednopowierzchniowy składający się z pięciu członów, z których dwa są niskopodłogowe. Jednostronny i jednokierunkowy pojazd o długości 40,57 m był najdłuższym polskim tramwajem od jego wybudowania w 2012 do końca czerwca 2015, kiedy to bydgoskie zakłady Pesa dostarczyły również do Krakowa pierwszy tramwaj Krakowiak o długości blisko 43 m.

### Wnętrze

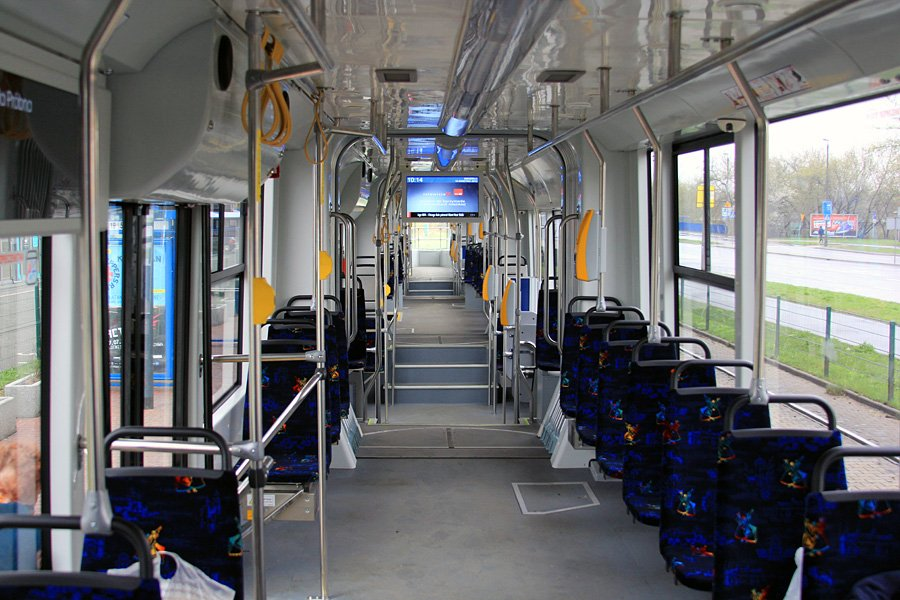
Wnętrze wagonu

Tramwaj ma 7 odskokowo-przesuwnych drzwi wejściowych. Pierwsze i ostatnie z nich są jednoskrzydłowe, natomiast pozostałe dwuskrzydłowe i umieszczone centralnie na ścianie bocznej każdego z członów.
We wnętrzu pojazdu znajduje się 57 siedzeń obitych tkaniną ze wzorem w lajkoniki, natomiast całkowita pojemność tramwaju to 297 osób. Podłoga w pierwszym, trzecim i piątym członie jest na wysokości 915 mm. Niska podłoga na poziomie 365 mm znajduje się natomiast w drugim i czwartym członie oraz stanowi 25% całości. Połączenie członów o różnej wysokości podłogi stanowią trzy stopnie. Przedział pasażerski wyposażono ponadto w system informacji wizualnej, 10 kasowników, 2 biletomaty, monitoring, układ wentylacyjny i klimatyzację, której agregaty zamontowano na dachu pojazdu.
Stanowisko motorniczego zostało znacząco zmodernizowane i różni się od tego zastosowanego w wagonach typu 105Na. Kabina jest klimatyzowana.

### Wózki
Pojazd opiera się na sześciu dwuosiowych wózkach napędowych o rozstawie osi 1900 mm. Dwa pierwsze znajdują się pod pierwszym członem, dwa kolejne pod trzecim, a dwa ostatnie pod piątym. Człon drugi i czwarty natomiast są zawieszone na przegubach. Rozstawy kolejnych wózków wynoszą 5200, 8400, 5600, 8400 i 5200 mm.
Wózki wyposażono w klasyczne zestawy kołowe z kołami o średnicy 650 mm, belkę bujakową oraz dwa stopnie usprężynowania. Pierwszy stopień stanowią skośne stosy metalowo-gumowe oraz koła jezdne z wkładkami metalowo-gumowymi, drugi natomiast sprężyny śrubowe i amortyzatory hydrauliczne. Ponadto na każdym z wózków wzdłuż osi pojazdu zamontowano dwa trakcyjne silniki asynchroniczne o mocy 50 kW każdy. Napęd na zestawy kołowe przekazywany jest za pomocą wału napędowego ze sprzęgłami Cardana i przekładni kątowej.

### Układ napędowy i hamulcowy
W tramwaju 405N energia elektryczna jest pobierana z sieci za pomocą dwóch pantografów zamontowanych na dachu pierwszego i trzeciego członu pojazdu. Następnie jest ona przetwarzana w falownikach IGBT zamontowanych pod pudłem pierwszego, trzeciego i piątego członu. Każde z urządzeń tego typu obsługuje dwa silniki trakcyjne realizując funkcję rozruchu i hamowania. Cały tramwaj jest wyposażony w 12 silników typu STDa 200L4A o łącznej mocy 600 kW. Połączone są one w grupy, a ich praca w odpowiednich konfiguracjach pozwala osiągnąć wymaganą siłę pociągową i parametry hamowania. Ponadto w pojeździe zainstalowano na dachu pierwszego i piątego członu po jednej przetwornicy statycznej do zasilania obwodów 24 V DC i 230 V AC.
Hamowaniem podstawowym jest hamowanie elektrodynamiczne silnikami trakcyjnymi realizowane przez układ falowników. Zastosowany w pojeździe układ połączeń elektrycznych pozwala część energii powstającej przy hamowaniu w silnikach trakcyjnych pracujących w trybie generatorowym oddać do sieci, natomiast resztę skierować do układu rezystorowego. Ponadto tramwaj wyposażono w hamulce mechaniczne bębnowe i szynowe, układ antypoślizgowy oraz piasecznice.

## Eksploatacja
| Państwo | Miasto  | Eksploatacja | Od               | Do               | Źródła      |
| ------- | ------- | ------------ | ---------------- | ---------------- | ----------- |
| Polska  | Wrocław | testowa      | 19 stycznia 2012 | 1 marca 2012     | [ 7 ] [ 3 ] |
| Polska  | Kraków  | testowa      | 2 marca 2012     | 19 kwietnia 2012 | [ 3 ] [ 9 ] |
| Polska  | Kraków  | liniowa      | 20 kwietnia 2012 | teraz            | [ 9 ]       |

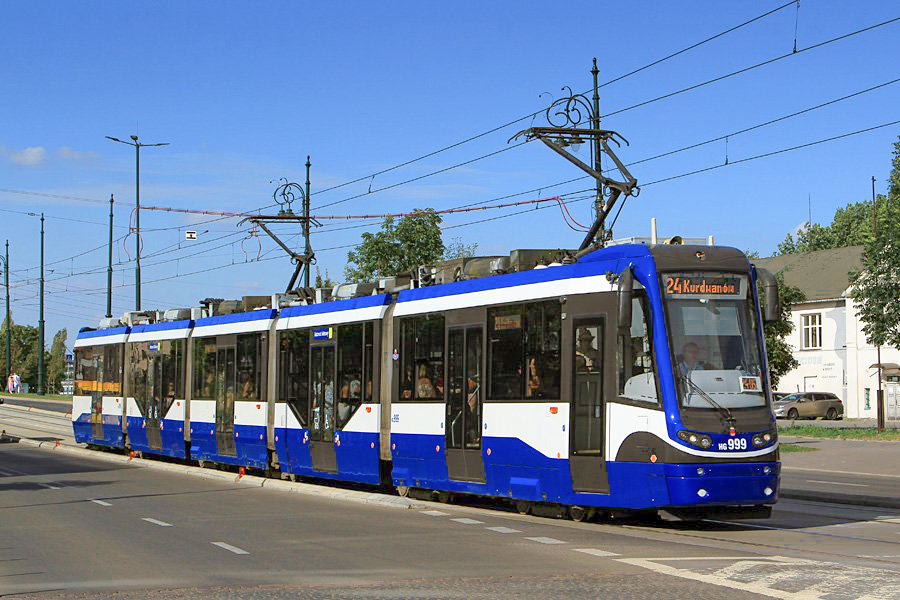
Tramwaj w nowych krakowskich barwach (2016)

19 stycznia 2012 we Wrocławiu miała miejsce pierwsza jazda testowa pojazdu typu 405N. Poinformowano wtedy, że w ruchu liniowym pojawi się on w lutym, jednak 3 lutego zorganizowano drugą próbę wagonu we Wrocławiu. Ostatecznie tramwaj do Krakowa dostarczono w nocy z 1 na 2 marca w dwóch częściach przetransportowanych na lawetach. Po rozładowaniu zostały one połączone i tramwaj o własnych siłach przejechał z Podgórza do zajezdni Nowa Huta, gdzie stacjonuje. Następnie miały miejsce testy w Krakowie oraz szkolenia pracowników MPK. 20 kwietnia 2012 pojazd rozpoczął planową eksploatację od kursów na linii nr 1. Po kilku dniach skierowano go do obsługi linii nr 50, a następnie na docelową linię nr 4.
Początkowo wagon nosił numer 4001. Od czerwca 2015, gdy krakowskie MPK wprowadziło nowy system numeracji tramwajów, pojazd nosił oznaczenie HX999. Pod koniec lipca 2016 natomiast wóz otrzymał malowanie zgodne z księgą identyfikacji wizualnej pojazdów krakowskiej komunikacji miejskiej oraz numer HG999.